# 水内喜作
水内 喜作（みずうち きさく、生年不明 - 1919年〈大正8年〉）は、日本の裁判官、弁護士。富山弁護士会会長。族籍は岡山県平民。

## 人物
岡山県出身。1890年、明治法律学校（現・明治大学）を卒業。1893年、弁護士名簿に登録する。判事に任じ、洲本区判事に補せられる。高松地方裁判所判事に補せられ十級棒を下賜される。明治法律学校校友会富山支部幹事に当選する。
1904年5月、富山地方裁判所判事を退職した水内は新聞に「自分儀今般富山地方裁判所判事ノ職ヲ辞シ弁護士ノ業務ニ従事致候 総曲輪六五番地正七位明法学士弁護士水内喜作」と開業案内を出した。
岡用水をめぐる訴訟で、葛原村の訴訟代理人となる。住所は富山市総曲輪町。